# Lemonade Mouth
Lemonade Mouth es una película original de Disney Channel de 2011 de género musical basada en la novela juvenil del mismo nombre de Mark Peter Hughes. Fue protagonizada por Bridgit Mendler, Adam Hicks, Hayley Kiyoko, Naomi Scott y Blake Michael. Se estrenó en Estados Unidos el 15 de abril de 2011. Fue dirigida por Patricia Riggen. 
La película cuenta la historia de cinco estudiantes de secundaria que se conocen en la sala de detención y forman una banda para defender sus creencias y ganar sus luchas individuales y colectivas. 
La película ha recibido críticas generalmente positivas, con elogios a sus temas como la honestidad, la integridad y la autoexpresión, y a su énfasis en la importancia de las artes, la familia y la amistad.
La banda sonora fue lanzada el 12 de abril de 2011. 
En Latinoamérica fue estrenada el 11 de noviembre de 2011 y en España el 25 de noviembre del mismo año.

## Argumento
Cinco estudiantes de secundaria: Olivia White (Bridgit Mendler), Wendell "Wen" Gifford (Adam Hicks), Stella Yamada (Hayley Kiyoko), Mohini "Mo" Banjaree (Naomi Scott), y Charles "Charlie" Delgado (Blake Michael) terminan reuniéndose con la Sra. Reznick (Tisha Campbell-Martin), la maestra de música de la escuela, después de ser enviados al aula de detención por razones diferentes. Una vez allí, comienzan a golpear los instrumentos de la sala creando un ritmo, y Olivia canta "Turn Up the Music", la primera canción del grupo antes de formarse.
Al día siguiente, todos juntos tocan el tema "Somebody" tras una pequeña crisis por no ponerse de acuerdo. Forman la banda con Olivia como vocalista principal, Stella como guitarrista líder, Mo como bajista, Wen como tecladista, y Charlie como baterista. Tampoco son capaces de elegir un nombre para la banda. En la escuela, Olivia es acorralada por Ray Beech (Chris Brochu), cantante principal de una banda rival llamada Mudslide Crush, que comienza a hacerle preguntas e intimidarla. El resto de la banda interviene y Stella escupe limonada en Ray. Ray se refiere a Stella como "Boca de Limonada" (Lemonade Mouth) y Olivia, la narradora de la historia, dice: "Y así es como surgió el nombre de nuestra banda".
La banda más tarde se sorprende al ver que la única máquina de limonada "Mel's Organic Lemonade", situada junto al aula de detención, está programada para su extracción. El director de la escuela Brenigan (Christopher McDonald) movió todas las actividades extracurriculares al sótano de la escuela para hacer espacio para un nuevo gimnasio. Cuando Mo ve a su novio Scott Pickett (Nick Roux), el guitarrista de Mudslide Crush, muy coqueto con otra chica, ella devastada rompe con él. Mientras tanto, Wen visita a Olivia para trabajar en una canción juntos, pero Wen ve a la gata Nancy de Olivia y esta se entristece, contándole un poco sobre su familia, momentos después poniéndose a componer para evitar estar incómodos tras lo sucedido y terminan mirándose a los ojos. Wen le dice que le gusta cuando ella sonríe, mostrando el interés mutuo que sienten el uno por el otro, poniéndose nerviosos.
En la fiesta de Halloween, tras conseguir que Olivia tenga la confianza para salir al escenario, Lemonade Mouth interpreta "Determinate". Después de la actuación, Stella hace un discurso opuesto a las decisiones de Brenigan y fomenta la libre expresión de apoyo a la multitud. A continuación tocan el tema "Here We Go" con la intención de dar esperanzas y empoderar a los estudiantes. Enfurecido, el director Brenigan los termina llamando a su oficina al día siguiente. Este elogia su talento como banda, pero les prohíbe tocar de nuevo en la escuela. Al día siguiente, la banda ve carteles y pancartas por toda la escuela apoyando a Lemonade Mouth, lo que les eleva el ánimo. Días después, se encuentran en "Dante's Pizzeria" una pizzeria donde comienzan a tocar su música libremente, y Mo interpreta su tema "She's So Gone", expresando su deseo por la libertad y por ser ella misma, lo cual su padre no estaba de acuerdo. Desde un lado del local, Scott observa la actuación. Un día, la gata de Olivia fallece y el resto del grupo visita su casa para darle apoyo y cantan "More Than A Band", una canción que habla de como ellos son más que solo un grupo de música, ya que aunque se disuelvan seguirán siendo amigos. Pronto su canción "Determinate" se escucha por la radio local y cantan de nuevo en la pizzeria, pero Ray se encuentra en el lugar y comienza a intimidarles, dando lugar a una guerra de comida. Charlie acompaña a Mo a casa y le confiesa que siente algo por ella pero Mo le dice que solo son amigos y Charlie se va enfadado. Poco después, las cosas van cuesta abajo: Mo se enferma con 39° de fiebre, Charlie se rompe tres dedos de la mano izquierda en un ataque de rabia tras tocar la batería todavía molesto por su incidente con Mo, Wen se lesiona el ojo izquierdo porque se le cae un cuadro encima tras recibir una sugerencia de su padre para que sea su padrino en su boda con Sydney, y Olivia pierde la voz.
Olivia y Wen quedan a tomar unos batidos y hablar de la banda pero Wen le cuenta sobre Sydney y ella le dice que está siendo ridículo, lo que provoca que este se moleste y se vaya, no sin antes pelearse con ella. Él le dice que abandonen la banda pero ella le grita que debería sentirse agradecido por tener a Sydney, ya que Olivia tiene una relación complicada con sus padres, su madre esta muerta, su padre en la cárcel y hace años que no habla con él. Él le pregunta que entonces por qué decidió entrar en la banda si ella tenía pánico escénico, a lo que Olivia responde que lo hizo por él, porque sentía algo por Wen.
Stella llama a todos a la escuela, donde está protestando contra unos trabajadores por la removida de la máquina de limonada. El grupo se mete en una acalorada discusión entre ellos y luchan con los hombres que están removiendo la máquina. La policía llega y son llevados a una celda para esperar a sus padres. Después de haber contemplado darse por vencidos, cantan ayudándose de música creada a partir de ritmos como el sonido de las cremalleras de la ropa y el metal de los barrotes de la celda, la banda está de acuerdo en unirse y actuar en "Rising Star" (una "batalla de bandas", donde el ganador consigue un contrato discográfico), a pesar de que se dan cuenta de que no van a ganar la competencia en el estado actual.
En Rising Star, Mudslide Crush actúa primero y realiza "Don't Ya Wish U Were Us". Cuando estos terminan, Lemonade Mouth sube al escenario y trata de realizar "Determinate," pero nadie excepto Stella puede tocar debido a sus lesiones o estar enfermos: Mo no tiene voz para cantar y tose mucho, Charlie no puede manejar bien las baquetas para tocar su batería ya que sus dedos duelen y están vendados, Wen no puede ver bien el teclado debido a que su ojo se ha amoratado, y Olivia tampoco tiene voz suficiente para cantar. Desalentados, comienzan a salir del escenario. El público empieza poco a poco a cantar "Determinate" juntos apoyando a la banda. Harto de Ray, Scott deja a Mudslide Crush y toca con Stella, uniéndose a Lemonade Mouth. El grupo, entre lágrimas, mira a la audiencia cantar para ellos. En la narración, Olivia revela que a pesar de que no ganaron la competencia, ganaron algo más grande esa noche. Las cosas empiezan a volver a la normalidad para la banda: Mo y Scott vuelven a estar juntos y Charlie, quien previamente había estado enamorado de Mo, acepta esto y decide apuntar su atención a otra chica que le gusta. Finalmente, Wen visita a Olivia y le da una gata pequeña para animarla por la muerte de su anterior gata Nancy y le cuenta que ha aceptado a su nueva madrastra y la relación que esta tiene con su padre, comenzando a remendar su situación familiar.
Más tarde, en la boda del padre de Wen, a la que todos los miembros estaban invitados, el hombre que estaba sentado junto a Stella le comenta que él estuvo en una banda una vez y que ahora dirige una "compañía de limonada orgánica" que se ha convertido recientemente en un gran éxito. Stella lo reconoce, preguntando si su nombre por casualidad es Mel, a lo que él responde que sí con expresión confusa. Tras conocerles, Mel se pone de acuerdo en donar una sala de música para la Sra. Reznick y que todo termine bien para el grupo y su escuela. Un tiempo después, Olivia le envía por correo una carta con toda la historia a su padre, quien continúa en la cárcel, desde el primer momento en el aula de detención hasta su aventura en Rising Star. La película termina con Lemonade Mouth interpretando un nuevo tema llamado "Breakthrough" en el Madison Square Garden, con Scott como su nuevo guitarrista adicional.
Una versión extendida de la película incluye una entrevista con la banda en que la entrevistadora le dice a Charlie que él es el nuevo galán de América y le preguntan si tiene a "alguien especial" en su vida, y mirando a Mo dice que todavía no. Entonces la entrevistadora pregunta a Mo sobre su relación (con Scott), lo cual hace que su padre se muestre sorprendido y molesto entre el público. Olivia salva a Mo diciendo que en realidad es ella quién esta en una relación, dejando a Wen perplejo, mostrándose insegura de si realmente tenían algo ellos dos y Wen confirma su relación diciendo que ella es su chica de ahora en adelante. La banda termina interpretando "Livin' On A High Wire", un tema con ritmo de rock, fuerte y atrevido.

## Reparto
- Bridgit Mendler como Olivia White.[2]
- Adam Hicks como Wendell "Wen" Gifford.[2]
- Hayley Kiyoko como Stella Yamada.[2]
- Naomi Scott como Mohini "Mo" Banjaree.[2]
- Blake Michael como Charles "Charlie" Delgado.[2]
- Nick Roux como Scott Pickett.[2]
- Chris Brochu como Ray Beech.[2]
- Shishir Kurup como el señor Banjaree.
- Tisha Campbell-Martin como la señora Jenny Reznick.[2]
- Christopher McDonald como el director Stanley Brennigan.[2]
- Bob Jesser como el señor Gifford.
- Aimee Dale como la señora Yamada.
- Ariana Smythe como Sydney.
- Caitlin Ribbans como Jules.
- Elise Eberle como Patty.
- Judith Rane como la abuela de Olivia.

Adicionalmente, el autor del libro en el que está basada la película, Mark Peter Hughes, hizo un cameo como extra, vestido como una abeja (detrás del director Brennigan) en la Fiesta de Halloween.

### Doblaje al español
| Personaje                        | Actor original        | Actor de doblaje (Hispanoamérica)           | Actor de doblaje (España)                   |
| -------------------------------- | --------------------- | ------------------------------------------- | ------------------------------------------- |
| Olivia White                     | Bridgit Mendler       | Jessica Ángeles                             | Ainhoa Martín                               |
| Wendell "Wen" Gifford            | Adam Hicks            | Diego Armando Ángeles                       | Ricardo Escobar                             |
| Stella Yamada                    | Hayley Kiyoko         | Carla Castañeda                             | Sandra Jara                                 |
| Mohini "Mo" Banjaree             | Naomi Scott           | Carolina Ayala                              | Sara Heras                                  |
| Charles "Charlie" Delgado        | Blake Michael         | Alejandro Orozco                            | Raúl Rojo                                   |
| Scott Pickett                    | Nick Roux             | Arturo Cataño                               | Jesús Alberto Pinillos                      |
| Ray Beech                        | Chris Brochu          | Alan Prieto                                 | Sergio García Marín                         |
| Sra. Jenny Reznick               | Tisha Campbell-Martin | Rosalba Sotelo                              | Yolanda Pérez Segoviano                     |
| Director Stanley Brenigan        | Christopher McDonald  | Sergio Gutiérrez Coto                       | Fernando De Luis                            |
| Moxie Morris (Versión Extendida) | Lauren A. Poole       | Mariana Santiago                            | María del Mar Jorcano                       |
| Estudio de doblaje               | N/A                   | Taller Acústico S.C., México, D. F.         | SOUNDUB Madrid, Barcelona, Santiago         |
| Director de Doblaje              | N/A                   | Luis Daniel Ramírez                         | Alejandro Martínez Rodríguez-Bermejo        |
| Traductor                        | N/A                   | Katya Ojeda                                 | ¿?                                          |
| Adaptador                        | N/A                   | ¿?                                          | Alejandro Martínez Rodríguez-Bermejo        |
| Director Creativo                | N/A                   | Raúl Aldana                                 | Raúl Aldana                                 |
| Doblaje al español producido por | N/A                   | Disney Character Voices International, Inc. | Disney Character Voices International, Inc. |

## Producción
La película se rodó en Albuquerque, Nuevo México, desde julio hasta septiembre del 2010. Los nombres de varios personajes en el libro fueron cambiados para la película: el personaje de "Olivia Whitehead" fue acortado a "Olivia White", "Wendel Gifford" cambió por una carta de "Wendell Gifford", "Stella Penn" por "Stella Yamada", "Mohini Banerjee" por "Mohini Banjaree" y "Charlie Hirsh" por "Charlie Delgado."
El primer anuncio de Lemonade Mouth para Disney Channel Latinoamérica fue el 25 de junio de 2011 con el estreno del videoclip «Somebody».
El estreno en Latinoamérica fue primero por el canal HBO Family el 18 de agosto de 2011 y en Disney Channel Latinoamérica fue el 11 de noviembre de 2012.

## Recepción
Los revisores orientados a la familia de Common Sense Media elogiaron la película por sus temas de honestidad, el empoderamiento, la superación de la adversidad, la expresión personal, y defender lo que uno cree, y por su énfasis en la importancia de las artes y de la amistad y la familia. 
Otros críticos la describieron como una «típica película inocua de Disney Channel». La película tiene una puntuación de 6.7, marcándola como "Justa" (basado en 17 votos) en la página TV.com.
Lemonade Mouth fue vista por 5,7 millones de espectadores en su noche de estreno. Ubicándose como la transmisión en TV n.º 1 entre los niños 7-11 (2,3 millones/9.4 clasificación) y adolescentes (2,1 millones/8.5 rating), y la película original n.º 1 de cable de 2011 entre Televidentes Totales. Con visión DVR incluido, su total fue de 7,1 millones de espectadores.

## Premios
| Año  | Premio                              | Categoría                                                        | Candidato       | Resultado | Ref    |
| ---- | ----------------------------------- | ---------------------------------------------------------------- | --------------- | --------- | ------ |
| 2011 | Popstar Awards                      | Película de Televisión Favorita                                  | Lemonade Mouth  | Ganador   | [ 10 ] |
| 2011 | JaNEWary Awards                     | Mejor canción de iTunes                                          | «Determinate»   | Ganador   | [ 11 ] |
| 2012 | Premio de Sindicato de Directores   | Logro directivo sobresaliente en programas para niños            | Patricia Riggen | Nominado  | [ 12 ] |
| 2013 | Motion Picture Sound Editors Awards | Mejor edición de sonido - Musical de formato largo en televisión | Amber Funk      | Nominado  | [ 13 ] |

## Lanzamiento
Un estreno local se llevó a cabo en la ciudad de Wayland, Massachusetts con el autor Mark Peter Hughes. Fue transmitido en vivo por la estación de la ciudad el acceso del público, WayCAM.TV, por los estudiantes locales.
El reparto de la película se ha presentado en The View, Good Morning America, So Random y Daybreak del Reino Unido.

## Secuela cancelada
El autor de Lemonade Mouth había anunciado que ya estaba trabajando en una secuela. Además, Blake Michael había dicho: «Todo depende de los fans, está en sus manos si la gente lo disfruta y lo aman y quieren más, van a conseguirlo creo que Disney es una gran organización en general, y siempre están un paso por delante del juego. Así que nunca sabes qué va a pasar». Más tarde durante el Licensing International Expo de 2011 se anunció que Lemonade Mouth 2 se encontraba en desarrollo.
Sin embargo, el 6 de abril de 2012, Chris Brochu anunció en su cuenta de Twitter, que la secuela ya no se iba a producir. En una entrevista con los medios de comunicación Kidzworld y BSCKids en mayo de 2012, Bridgit Mendler confirmó que no se produciría una secuela, y señaló que «ellos (Disney) trataron de encontrar algo mejor para una secuela, pero todo el mundo en Disney sentía que la película había terminado en su historia de la primera película y no había razón para hacer una segunda parte»., Sin embargo, la mayoría de los fanes no quedaron bien con esta decisión y estuvieron pidiendo constantemente que se realice una secuela.